# Gamelia bennetti
Gamelia bennetti — вид метеликів родини сатурнієвих (Saturniidae). Описаний у 2021 році.

## Назва
Вид названо на честь американського ентомолога Фреда Беннетта, який був директором Інституту біологічного контролю Співдружності в Тринідаді і Тобаго, протягом п'яти років, коли там базувався перший автор таксона.

## Поширення
Ендемік острова Тринідад (Тринідад і Тобаго).